# Вейцман, Владимир
Владимир Вейцман (род. 1957) — советский и американский спортсмен (международные шашки), победитель Панамериканского чемпионата 2002, участник семи чемпионатов СССР (1969, 1971, 1972, 1973, 1976, 1977) и 4-х чемпионатов США  (дважды победитель, по одному разу – 2-е и 3-е место). Международный гроссмейстер.
Переехал в США в 1988 году. В 1990 году получил звание международного гроссмейстера. В 2002 году победил на чемпионате Америки.